# 요제프 포지팔
요제프 "유프" 포지팔(독일어: Josef "Jupp" Posipal, 루마니아어: Josef Posipal 요세프 포시팔[*], 1927년 6월 20일~1997년 2월 21일)은 독일의 은퇴한 축구 선수이다. 그는 서독의 1954년 월드컵 우승 주역이다. 현역 시절, 그는 린덴 07, 아르미니아 하노버, 함부르크에서 활약했다.

## 경력
포지팔은 루마니아의 루고지 출신으로, 독일인 아버지와 루마니아계 어머니를 두었다. 그는 16세가 되었을 때 독일로 이주했다. 유년 시절, 그는 체육 활동으로 주로 수영과 육상, 그리고 핸드볼을 주로 했다. 1949년, 그는 공격수를 물색하는 게오어크 뇌플레 감독이 이끌던 함부르크에 입단했다. 그러나, 뇌플레는 포지팔이 수비적 소질이 강해 공격진에서 돌출형 수비수로 역할을 바꾸었다. 1년을 넘긴 시점인 1950년, 제프 헤어베어거 서독 국가대표팀 감독은 제2차 세계 대전 후의 첫 경기에 포지팔을 서독 선수단의 명단에 넣으려 했지만, 공무원들은 그가 독일 시민권자가 아닌 루마니아인임을 확인했다. 포지팔은 1951년에 서독 시민권을 취득하고 서베를린에서 열린 튀르키예와의 경기에서 국가대표팀 신고식을 치렀다.
1952년, 포지팔은 우측 돌출형 수비수에서 수비형 전방 선수로 역할을 바꾸었다. 그는 이 역할을 맡아 독일의 손꼽히는 수준급 선수로 발돋움했고, 유럽에서도 정상급 선수로 인정받았다. 1953년 10월, 그는 유럽 각국 대표로 웸블리에서 잉글랜드를 상대했다. 그러나 포지팔은 1954년 월드컵 조별 리그에서 부상으로 기량을 잃고, 유고슬라비아 국가대표팀과의 8강전에는 그를 대신해 카이저슬라우테른의 베어너 리브리히가 이 역할을 맡았다. 오스트리아와의 준결승전에서 기량을 회복한 후, 헤어베어거 감독은 주전으로 다시 올려놓았지만, 리브리히도 유고슬라비아와의 경기에서 우수한 활약을 선보여서, 포지팔은 우측 수비수로 프리츠 라반트 대신에 뛰었다. 포지팔은 익숙하지 않은 역할을 훌륭히 수행해 헤어베어거의 신뢰에 대해 포지팔은 준결승전과 결승전에서 선전하며 헤어베어거 감독의 선택이 옳았음을 증명했다. 포지팔은 이후 은퇴할 때까지 전방에서 리브리히와 우측 수비를 맡았다.

## 후평
2012년, 그의 오랜 친정 함부르크가 125주년을 자축할 때, 포지팔은 구단 역사상 최고의 선수단에 이름을 올렸다.

## 개인사와 최후
포지팔은 향년 69세로 함부르크에서 심부전으로 사망했다. 그는 기젤라를 배우자로 맞이해 슬하에 두 아들을 두었다. 그의 아들 페어 포지팔은 분데스리가의 브라운슈바이크에서 활약한 전직 프로 축구 선수였다. 그의 손자 파트리크 포지팔도 프로 선수로 활동했다.